# La Dette (film, 2011)
Pour les articles homonymes, voir La Dette.
Pour plus de détails, voir Fiche technique et Distribution.
La Dette (Kret, littéralement Taupe) est un film franco-polonais réalisé par Rafael Lewandowski, sorti en 2011 sur les écrans polonais et en 2012 dans les salles françaises.

## Synopsis
Paweł, un jeune Polonais découvre que son père dont il avait toujours cru qu’il était un des héros du syndicat Solidarność 30 ans plus tôt, a peut-être dissimulé un passé moins glorieux, à la solde du régime. Leur relation est mise à mal et malgré des efforts des uns et des autres pour étouffer les fantômes du passé, ceux-ci vont tout de même ressurgir.

## Fiche technique
- Titre polonais : Kret
- Titre français : La Dette
- Titre anglais : The Mole
- Réalisation : Rafael Lewandowski
- Scénario : Iwo Kardel et Rafael Lewandowski
- Direction artistique : Jerzy Talik
- Costume : Agata Culak
- Directeur de la photographie : Piotr Rosołowski
- Montage : Agnieszka Glińska
- Musique originale : Jérôme Rebotier
- Son : Tomasz Wieczorek, Agata Chodyra, Mélissa Petitjean
- Production : Marcin Wierzchosławski et Jacek Kucharski
- Coproduction : Mark Edwards
- Sociétés de production : Metro Films (Pologne), Kuiv Productions (France)
- Distribution : UGC Distribution
- Budget : 1,1 million d'euros
- Pays d'origine :  Pologne
- Langue : polonais, français
- Format : couleur - 1,85:1 - Copies 35 mm et DCP
- Genre - drame
- Durée : 108 minutes
- Dates de sortie :
  -  Pologne : 5 août 2011
  -  France : 12 septembre 2012

## Distribution
- Borys Szyc : Paweł
- Marian Dziędziel : Zygmunt
- Magdalena Czerwińska : Ewa
- Wojciech Pszoniak : Garbarek
- Sławomir Orzechowski (pl) : Tadeusz
- Bartłomiej Topa : le syndicaliste
- Jerzy Janeczek (pl) : Rysiek
- Dariusz Szymor : Jan
- Stanisława Łopuszańska (pl) : la mère de Zygmunt
- Michał Rolnicki (pl) : Wojciech
- Krystyna Wiśniewska-Sławik : la mère d’Ewa
- Juliusz Krzysztof Warunek (pl) : Roman

## Distinctions
- Prix du meilleur second rôle masculin pour Marian Dziędziel au 36e Festival du film polonais de Gdynia[1].
- Prix d'interprétation masculine pour Borys Szyc au 35e Festival des Films du Monde[1].
- Prix du Public au 30e Festival des Premiers Films Polonais de Koszalin.
- Grand Prix « Hollywood Eagle Award » au 12e Festival des Films Polonais de Los Angeles.
- Grand Prix du 2e Festival des Producteurs Reggio Fun de Katowice (Pologne).
- Prix du Public & Prix du Syndicat français de la critique de cinéma au 12e Arras Film Festival.
- Prix du Meilleur Acteur (Marian Dziędziel) & Prix de la découverte de l’année au 9e Festival du film polonais Prowincjonalia.
- Prix du Meilleur Premier Film au Film Forum Zadar - 3rd International Film Festival
- Nomination pour l'Aigle du meilleur second rôle masculin pour Wojciech Pszoniak (2012)[1].
- Rafael Lewandowski a été lauréat 2011 dans la catégorie Film du prestigieux Prix « Paszport » décerné chaque année par l’hebdomadaire polonais Polityka.